# فرانك ليجاكي
فرانك ليجاكي (1939 - 2020)، هو سباح أمريكي، فاز ببطولتين فرديتين، واثنين من الرابطة الوطنية لرياضة الجامعات NCAA للسباحة بين عامي 1959 و 1961 وحقق أرقامًا قياسية أمريكية في 50 ياردة سباحة حرة. وكان أيضًا بطلًا وطنيًا لجامعة مرتين في 100 باترفلاي وسجل أرقامًا قياسية أمريكية في هذا الحدث أيضًا.